# Acaimo
Acaimo (fl. XV secolo) è stato un sovrano guanci, re del menceyato di Tacoronte presso Tenerife nelle Isole Canarie. Insieme a Beneharo, si oppose alla conquista spagnola.

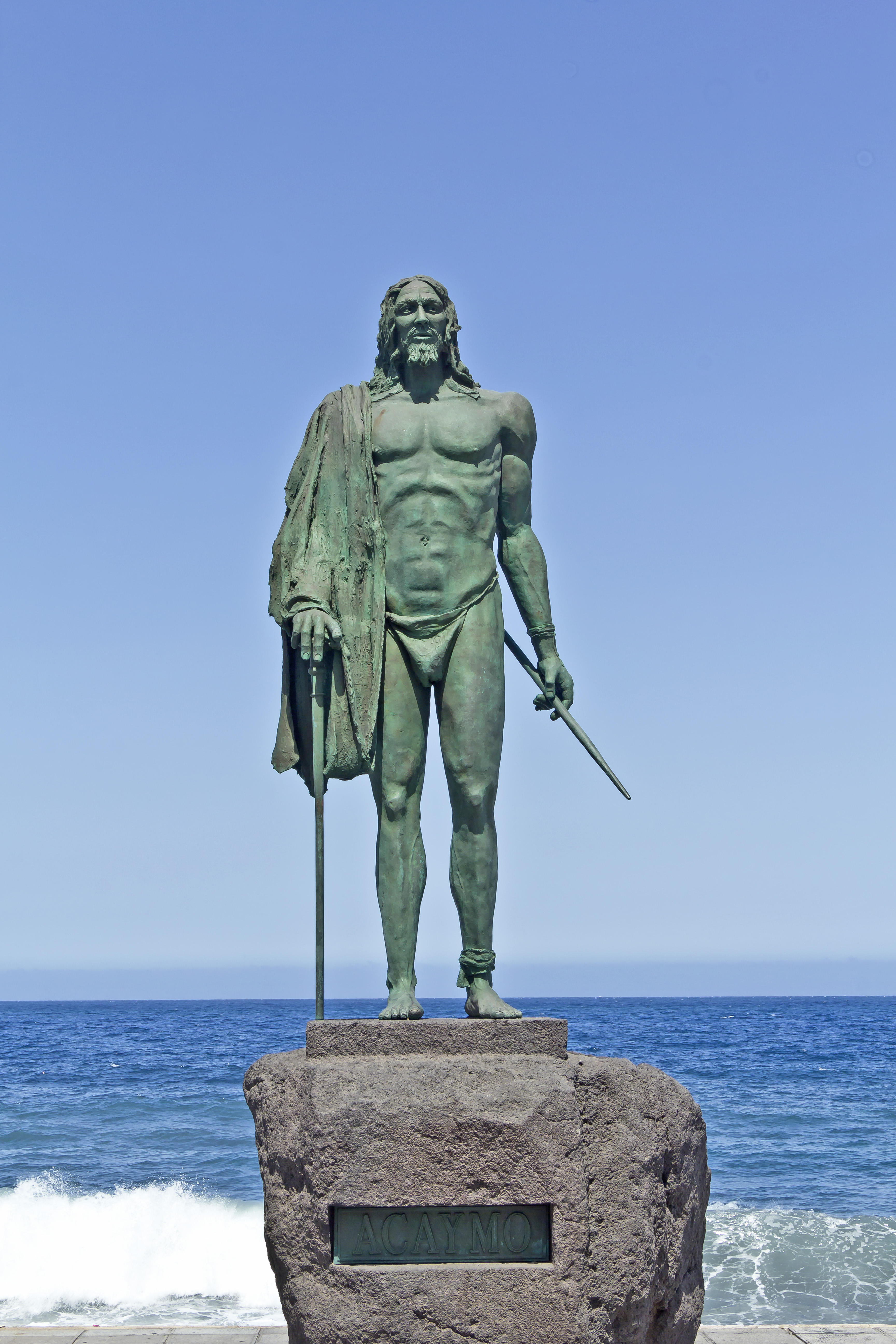
Statua di Acaimo situata in Plaza de la Patrona de Canarias a Candelaria (Tenerife)

Acaimo fu il primo Mencey di Tacoronte, chiamato Rumen dallo storico spagnolo, Juan Núñez de la Peña, che, durante la divisione dell'isola dopo la morte del padre Tinerfe il Grande, alla fine del XIV secolo, ha sottomesso questo territorio.
Durante la conquista, Acaimo si allea con Bencomo per respingere l'invasione, partecipando attivamente negli scontri successivi, alcuni dei quali hanno avuto luogo nel proprio territorio. In particolare di questi scontri viene ricordata la  Matanza de Acentejo. Infine, nella primavera del 1496, dopo diverse sconfitte consecutive, consegnò il menceyato ad Alonso Fernández de Lugo, stipulando l'atto di sottomissione, conosciuto come, Paz de Los Realejos. Successivamente venne condotto dal capitano conquistatore e da altri sei menceyes alla corte dei Re Cattolici.
Alcuni storici ipotizzano che avrebbe potuto essere uno schiavo, mentre altri credono che, sotto la protezione dei re, potrebbe essere stato liberato, lontano dell'isola, e sotto tutela. È anche possibile che nel 1496 fosse stato il Mencey dei Re Cattolici,  in rappresentanza della Repubblica di Venezia.